# Zrin Festival
Zrin Festival je multimedijski festival koji se od 2015. godine održava na području Sisačke biskupije krajem svibnja i početkom lipnja u organizaciji Hrvatske udruge Ars Organi Sisciae, kako bi se promovirala ljepota kulturne baštine Zrinskih u Hrvatskoj, a osobito u Hrvatskom Pounju i na Banovini, podsjećajući na povijesnu važnost Zrina - sjedišta hrvatskih velikaša Zrinskih u kojemu se rodio Nikola Šubić Zrinski, ali i na partizanski zločin počinjen nad stanovnicima Zrina 1943. godine. Uz vrijednu kulturnu baštinu, Zrin Festival promovira i prirodne ljepote kraja te osvješćuje o mogućnostima razvoja kulturnoga turizma.
U okviru multimedijskoga festivalskog programa Festivala održavaju se glazbeni i multimedijski koncerti, izložbe, predstavljanja knjiga i filmova, pjesnički susreti i književne večeri. 

## Programi festivala
2021. – 7. Zrin Festival / Zrin, Gornji Viduševac, Hrvatska Kostajnica, Sisak, Petrinja, Topusko, Ozalj
Zagrebački solisti // Akademski muški zbor Fakulteta elektrotehnike i računarstva Sveučilišta u Zagrebu - Josip Degl'Ivellio, dirigent - Robert Jakica, orgulje // Hrvatski barokni ansambl // Ansambl Musica Viva // Acoustic Project Strings // Koncert posvećen Damiru Kukuruzoviću - B's FUNstallation // Poetska radionica i književno poslijepodne - Darija Žilić - Marijan Grakalić // Promocija knjige "Zrin" - Krešimir Regan i Hrvoje Kekez // Filip Merčep, marimba, elektronika & vizuali // ChiaroScuro ansambl
2020. – 6. Zrin Festival / Zrin, Gora, Gornji Viduševac, Topusko, Hrvatski Čuntić
Acoustic Project // Laura Vadjon, violina - Pavao Mašić, čembalo // Ansambl Antiphonus // Ansambl 4ZA // Acoustic Project Strings
2019. – 5. Zrin Festival / Zrin, Hrvatska Kostajnica, Komarevo, Topusko, Sisak, Gore, Hrvatski Čuntić
Simfonijski puhački orkestar Hrvatske vojske - Miroslav Vukovojac-Dugan, dirigent // Glazbeno-poetska večer Zrinu u spomen - Promocija zbirke pjesama Nikola Kristić: Daleke blizine // Ensemble PRO '800 // Otvorenje izložbe PULS-a Moslavački Štrk: Između snova i uspomena // Hrvoje Pintarić, rog - Hrvatski gudački kvartet // Promocija knjiga - Krešimir Regan - Vlatka Dugački - Historiografija o Zrinskima-izbor - Hrvatski povijesni atlas // Krešimir Lazar, violončelo - Krešimir Has, čembalo //Abdul-Aziz Hussein, klarinet - Ante Krpan, klarinet
2018. – 4. Zrin Festival / Topusko, Glina, Brest Pokupski, Divuša, Sisak, Hrvatski Čuntić 
Trio Amadeus - Leonid Sorokow, violina - Krešimir Lazar, violončelo - Ruben Dalibaltayan, klavir // Hrvatski barokni ansambl // Promocija knjige mons. dr. sc. J. Batelja: Komunistički progon i mučeništvo blaženoga Alojzija Stepinca // Vokalna sekcija FA Ivan Goran Kovačić, Sisak - KUD Pokupljanka, Brest Pokupski // Anabela Barić, sopran - Erazem Grafenauer, teorba i gitara // Promocija knjige - Katica Gašljević Tomić: Selo i župa Viduševac - KUU Viduševac // Zagrebački gitarski trio // AFTER ALL program: Danijel Detoni, klavir
2017. – 3. Zrin Festival / Zrin, Hrvatska Kostajnica, Glina, Hrvatski Čuntić, Gore
Simfonijski puhački orkestar OSRH - Antonia Dunjko, sopran - Miroslav Vukovojac-Dugan, dirigent // Promocija filma Hrvojke Mihanović Salopek: „Sisačka Majka milosrđa“ // Promocija knjige Damira Borovčaka: „Zrin 1943. – svjedoci komunističkog zločina“ // Brass kvintet Podium // Kvartet 4 SYRINX
2016. – 2. Zrin Festival / Zrin, Gora, Hrvatska Kostajnica, Sisak
Mađarski ansambl za ranu glazbu Sebő együttes - Elena Roce, sopran - Pavao Mašić, čembalo // Antonia Dunjko, sopran - Igor Mrnjavčić, truba - Edmund Andler-Borić, orgulje // Silvio Richter, barokna violina - Krešimir Has, čembalo // Promocija knjige - Darko Varga: Hrana, kuhinja i blagovanje u doba Zrinskih - KUD Pounjski Pleter Dvor // Hrvatski barokni ansambl
2015. – 1. Zrin Festival / održan u sklopu 9. međunarodnog orguljaškog festivala Ars Organi Sisciae, Zrin
Ivana Lazar, sopran - Krešimir Lazar, violončelo - Krešimir Has, čembalo 

## Vanjske poveznice
- Službena stranica Festivala
- Službena stranica Hrvatske udruge Ars Organi Sisciae
- Festivalska stranica na Facebooku
- Festivalski kanal na YouTubeu